# Espérance Sportive Troyes Aube Champagne
Espérance Sportive Troyes Aube Champagne (en español, Esperanza Deportiva Troyes Aube de Champaña) es un club de fútbol francés (perteneciente al City Football Group), de la ciudad de Troyes en Aube (Champaña-Ardenas). Fue fundado en 1986 tal como es conocido ahora. Jugará en la temporada 2024-25, en el Ligue 2, la segunda categoría del fútbol del país, el ESTAC Troyes había descendido a Championnat National, sin embargo por los problemas financieros descendió el Girondins de Burdeos y para ocupar su plaza el ESTAC Troyes volvió a Ligue 2, debido a ser el mejor descendido de la temporada 23-24.

## Historia
La historia del ESTAC, como también es llamado en Francia al Troyes, pasa por varios equipos antes de dar como resultado al actual club. Ya en 1900, el primer equipo de la ciudad francesa, el Union Sportive Troyenne (Unión Deportiva de Troyes) empieza a dar sus primeros pasos por el fútbol galo. Tras algunas décadas, en 1931, el UST se une con la Asociation Sportive de Sainte-Savine (Asociación Deportiva de Sainte Savine), un equipo de las afueras de Troyes, creando la Asociation Sportive Troyenne et Savinienne, o ASTS, haciéndose profesional en 1935. Pasó algunas temporadas en la Ligue 1 (54-55, 55-56 y 60-61) y llegó en 1956 a la final de la Copa de Francia, en la que perdió contra el Sedan: Esas fueron las mayores glorias del ASTS hasta que en 1967 desaparece el club.
Habría que esperar hasta 1970, año de la creación del Troyes Aube Football, para que la ciudad volviera a tener un equipo de fútbol. Pocos años después, en 1973, el equipo vuelve a la gloria de la primera división francesa, en la que se mantiene hasta 1978. Tras la caída en la temporada 1978-79 a la segunda división francesa, el TAF, que queda 17.º esa campaña, desaparece. Sin embargo, años después, en 1986, la Asociation Troyes Aube Champagne lleva a Troyes la ilusión perdida del fútbol, después de pasar por todas las divisiones existentes en aquella época: 4.ª división, a la que llegó en 1987; 3.ª división, en 1990, 2.ª división en 1993 y, finalmente, la llegada a la Ligue 1 en 1999, donde se mantuvo hasta 2003.
En 2000, tuvo que cambiar su nombre por el actual debido a que el anterior era el usado por una cadena de supermercados francesa. Ganó una de las tres finales de la Copa Intertoto en la temporada 2001-02 y, aunque descendió a la Ligue 2 en 2003 y estuvo a punto de volver a descender en 2004 a National, ascendió en 2005 de nuevo a la D1, el nombre por el que también se habla de la Ligue 1.En la temporada 2005/2006 acabó 17.º y estuvo a punto de descender a Ligue 2, lo cual finalmente se dio en la temporada 2006/2007. ahora Troyes vuelve a jugar para la temporada 2013 en la Ligue 1 luego de quedar tercero en la Ligue 2.
En la temporada 2016-17 ascendió a la Ligue 1 acabando tercero en la Ligue 2.
Resumen temporadas del club en Ligue 1:
•2005/06-2006/07 (17° y 18° respectivamente)
•2012/13 (19°)
•2015/16 (20°)
•2017/18 (19°)

### Nueva Era City Football Group
En septiembre del año 2020 fue comprado por el City Football Group lo cual se espera que en próximas temporadas cambie a los colores y equipamientos insignia de la organización como posiblemente su nombre también.

## Uniforme
- Uniforme titular: Camiseta azul con cuello y puños blancos, pantalón azul con unas finas franjas blancas en los laterales, medias azules con una franja blanca a la altura del tobillo.
- Uniforme alternativo: Camiseta blanca con cuello y puños azules, pantalón blanco con unas finas franjas azules en los laterales, medias blancas con una franja azul a la altura del tobillo.

## Estadio

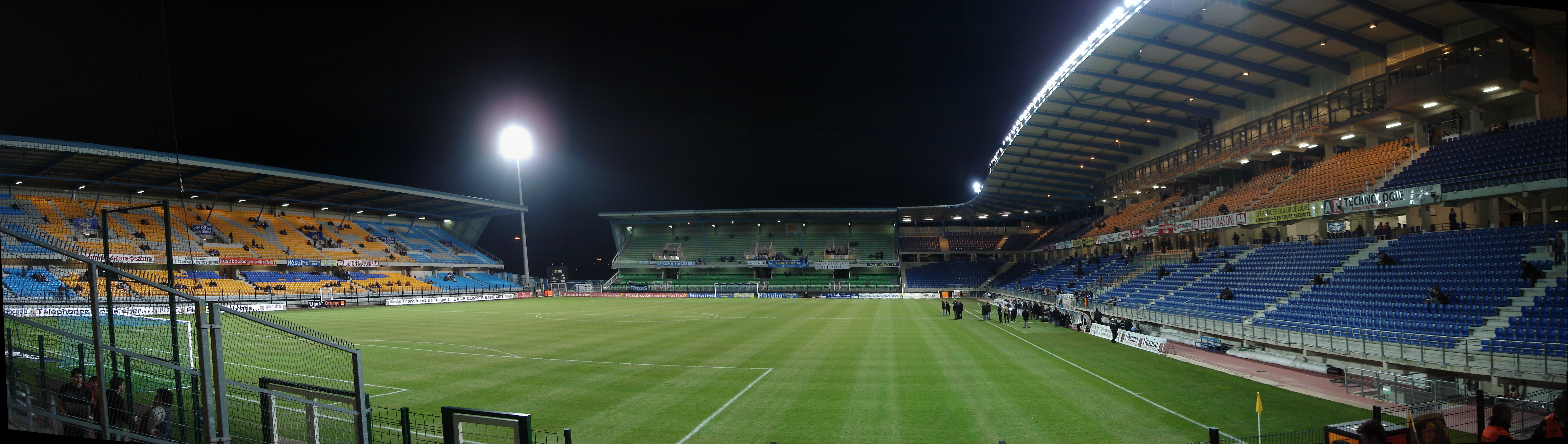
Imagen panorámica del Stade de l'Aube.

Estadio de Aube (Stade de l'Aube), construido en 1956, con capacidad para 20.400 espectadores aproximadamente.

## Datos del club
- Temporadas en la Ligue 1: 14 (3 como ASTS, 5 como TAF, 1 como ATAC y 4 como ESTAC)
- Temporadas en la Ligue 2: 29 (19 como ASTS, 4 como TAF, 3 como ATAC y 3 como ESTAC)
- Mayor goleada conseguida: 
  - En campeonatos nacionales: ---
  - En torneos internacionales: ---
- Mayor goleada encajada:
  - En campeonatos nacionales: ---
  - En torneos internacionales: ---
- Mejor puesto en la liga: 7.º (temporadas 2000-01 y 2001-02 como ESTAC)
- Peor puesto en la liga: 20.º (temporada 1960-61 como ASTS, temporada 2002-03 como ESTAC)
- Máximos goleadores: Diallo y Tonnel (en el TAF), con 38 goles.
- Portero menos goleado:
- Más partidos disputados: Le Lamer, con 177 partidos disputados (en el TAF).
- Entrenadores importantes: Roger Lacoste, Roger Courtois (con el ASTS), René Pleimelding, Pierre Flamion, René Cédolin, Paul Jurilli (con el TAF) y Alain Perrin (con el ATAC y con el ESTAC).

## Entrenadores
- Bernard Deferrez (enero de 1986–abril de 1988)
- Pierre Flamion (abril de 1988–junio de 1988)
- Jean Louis Coustillet (1988–1992)
- Patrick Aussems (1992–diciembre de 1992)
- Pierre Flamion (1992–1993)
- Alain Perrin (julio de 1993-junio de 2002)
- Jacky Bonnevay (julio de 2002–diciembre de 2002)
- Serge Romano (interino) (diciembre de 2002–enero de 2003)
- Faruk Hadžibegić (enero de 2003–junio de 2004)
- Jean-Marc Furlan (mayo de 2004–junio de 2007)
- Denis Troch (julio de 2007–junio de 2008)
- Ludovic Batelli (julio de 2008–abril de 2009)
- Claude Robin (abril de 2009–junio de 2009)
- Patrick Remy (julio de 2009–junio de 2010)
- Jean-Marc Furlan (junio de 2010–diciembre de 2015)
- Claude Robin (diciembre de 2015–febrero de 2016)
- Jean-Louis Garcia (mayo de 2016–mayo de 2018)[4]
- Rui Almeida (mayo de 2018-junio de 2019)[5][6]
- Laurent Batlles (junio de 2019-presente)

## Palmarés

### Torneos nacionales
- Campeón de la Ligue 2: 2015, 2021
- Subcampeón de Ligue 2 (D1): 1973
- Campeón en Division d'Honneur (Nordeste): 1954, 1987
- Subcampeón de la Copa de Francia: 1956
- Coupe Gambardella (2): 1956, 2018

### Torneos internacionales (1)
- Copa Intertoto de la UEFA (1): 2001

## Participación en competiciones europeas
| Temporada | Competición   | Ronda | Club                | Cómputo global | Ida     | Vuelta    |
| --------- | ------------- | ----- | ------------------- | -------------- | ------- | --------- |
| 2001      | Intertoto Cup | 2R    | WIT Georgia         | 7-1            | 6-0 (C) | 1-1 (F)   |
|           |               | 3R    | AIK Fotboll         | 4-2            | 2-1 (C) | 2-1 (F)   |
|           |               | 1/2   | VfL Wolfsburg       | 3-2            | 1-0 (C) | 2-2 (F)   |
|           |               | F     | Newcastle United FC | 4-4 u          | 0-0 (C) | 4-4 (F)   |
| 2001/02   | UEFA Cup      | 1R    | MFK Ruzomberok      | 6-2            | 6-1 (C) | 0-1 (F)   |
|           |               | 2R    | Leeds United AFC    | 5-6            | 2-4 (F) | 3-2 (C)   |
| 2002      | Intertoto Cup | 2R    | Coleraine FC        | 4-2            | 2-1 (F) | 2-1 (C)   |
|           |               | 3R    | NAC Breda           | 1-1 u          | 1-1 (F) | 0-0 (C)   |
|           |               | 1/2   | Villarreal CF       | 0-3            | 0-0 (F) | 0-3 R (C) |

## Rivalidades
Sus máximos rivales son Stade de Reims y AJ Auxerre.
También mantiene una muy tensa relación con CS Sedan Ardennes.